# Hans Fink (Publizist)

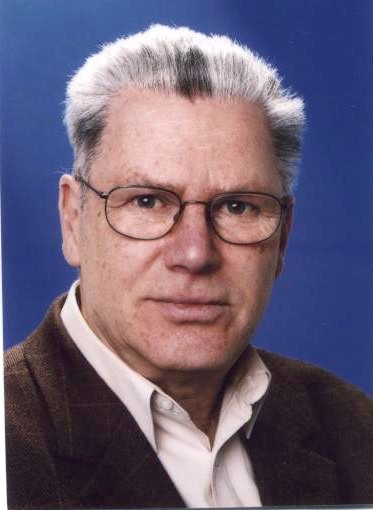
Hans Fink

Hans Fink, Pseudonym: Peter Schmidt oder Herbert Star (* 2. Mai 1942 in Timișoara, Königreich Rumänien) ist ein rumäniendeutscher Journalist und Publizist aus der Volksgruppe der Banater Schwaben.

## Leben
Hans Fink besuchte die Übungsschule der deutschen Lehrerbildungsanstalt in der Josefstadt, danach das Nikolaus-Lenau-Lyzeum und studierte anschließend (1959–1964) Germanistik und Rumänistik an der West-Universität Temeswar. Das Thema seiner Diplomarbeit war Besonderheiten der Temeswarer deutschen Umgangssprache.
1965 zog er nach Bukarest und arbeitete bis 1991 als Redakteur bei der deutschsprachigen Zeitung Neuer Weg. Seine Fachgebiete waren die Bereiche Erziehung und Unterricht. Die regelmäßige Begleitung der Landesphase des Aufsatzwettbewerbs der Deutsch-Olympiade regte ihn zum Sammeln von Texten für eine Anthologie an, die 1989 im Kriterion-Verlag erschienen ist Mein Haus, mein Land, mein Himmel. Aufsätze von Schülern der Klassen V-XII. Die Sammlung, die von der Schässburger Deutschlehrerin Ute Rill herausgegeben wurde, enthielt 150 Texte und war in Rumänien einzigartig.
Seit 1991 lebt er mit seiner Familie in Deutschland.
Von 2005 bis 2007 sammelte Hans Fink mit Hans Gehl Texte für eine Anthologie über das Leben der Deutschen in Rumänien nach dem Zweiten Weltkrieg, die 2014 erschien und 70 Texte umfasst.

## Buchveröffentlichungen
- Zu Gast beim König der Zeit / Gestalten aus Folklore, Geschichte und Literatur, Books on Demand, 2025, ISBN 978-3-7693-5854-4
- Wer wen heiratet / Möglich und unmöglich im Märchen, Books on Demand, 2023, ISBN 978-3-7578-1796-1
- Wie dein Kind scherzen lernt (und andere Geheimnisse), Books on Demand, 2023, ISBN 978-3-7412-6649-2
- Im verwunschenen Schloss, im verbotenen Zimmer / Vorgeschichtliche Bräuche im Spiegel der Folklore, Books on Demand, 2022, ISBN 978-3-7568-6228-3
- Meine Ur-Oma in der Buschschule / Hintergründe der Zaubermärchen von den geraubten Königstöchtern, Books on Demand, 2022, ISBN 978-3-7562-2989-5
- Heinzelmännchen im Heuboden / Halbstarke im Dienste der Dorfgemeinschaft, Books on Demand, 2022, ISBN 978-3-7562-1104-3
- Was einmal war / Das Körnchen Wahrheit in Märchen und Sagen, Books on Demand, 2022, ISBN 978-3-7543-4614-3
- Jein Genossen! Rumäniendeutsche erzählen. Vom Zweiten Weltkrieg bis zum Fall des Eisernen Vorhangs , Herausgegeben von Hans Fink und Hans Gehl, IKGS-Verlag, München, 2014 (Wissenschaftliche Reihe, Bd. 124), 750 Seiten, 39,50 Euro, ISBN 978-3-942739-03-0
- Ein Honigfaden der Logik / Die Grundbegriffe von der heiteren Seite, Kriterion-Verlag, Bukarest, 1989, ISBN 978-973-26-0050-4; ISBN 973-26-0050-0; Books on Demand, 2022, ISBN 978-3-7557-3050-7
- Heitere Grammatik / Wie man mit Wörtern spielen kann, Kriterion-Verlag, Bukarest, 1987; IFB-Verlag, Paderborn, 2006, ISBN 3-931263-61-4; Books on Demand, 2023, ISBN 978-3-7583-0431-6
- Warum ist das Wasser nass? / Was Kinder fragen – Wie Eltern antworten, Kriterion-Verlag, Bukarest, 1986
- Die Märchenmühle / Ein Roman für Kinder, Ion Creangǎ-Verlag, Bukarest, 1985; Books on Demand, 2022, ISBN 978-3-7568-8568-8
- Paula in Lexikonstadt / Ein zentral-grammatikalisches Märchen, Ion Creangǎ-Verlag, Bukarest, 1984
- Mein Kind, ein Zauberlehrling / Acht Aufsätze zu pädagogischen Fragen mit Beispielen aus der schönsten Literatur, Kriterion-Verlag, Bukarest, 1983;
- Besonderheiten der Temeswarer deutschen Umgangssprache, Diplomarbeit, Temeswar, 1965[3]

## Publizistische Tätigkeit (Auswahl)
- Wie dein Kind scherzen lernt, In „Volk und Kultur“ Bukarest. Juni–November 1983.
- Die Presse für den Unterricht. Der Beitrag der deutschen Presse in Rumänien zur Förderung des Unterrichts in der Muttersprache. in: Banatica, Heft Nr. 3–4/1997, S. 43–62.
- Hinter den Kulissen des ‚Neuen Wegs‘. Erinnerungen an eine Bukarester deutsche Tageszeitung. in: Geschichte, Gegenwart und Kultur der Donauschwaben, Heft 9/1998. Sindelfingen 1999. S. 175–204 und in der Serie 60 Jahre NW/ADZ in der Allgemeinen Deutschen Zeitung für Rumänien.
- Unter Wölfen. Die sogenannten Kompromisse zur Zeit der kommunistischen Diktatur. in: Banater Post, Ausgaben Nr. 1–4/2008, 5. und 20. Januar, 5. und 20. Februar 2008.
- Klar wie Begawasser, alt wie die Domkirche. Das Temeswarer Umgangsdeutsch als Sprachform zwischen ‚Herrisch‘ und ‚Schwowisch‘. Vortrag gehalten bei der 46. Kulturtagung der Landsmannschaft der Banater Schwaben in Sindelfingen im November 2010. In: „Banater Stadtkultur. Temeswar – das kulturelle Zentrum der Banater Schwaben (I)“. Herausgeber Walter Engel und Walter Tonţa, Stuttgart 2011[4].
- Temeswar als kulturelles Zentrum der Banater Deutschen nach dem Zweiten Weltkrieg. in: Banater Zeitung, 9. März – 4. Mai 2011.[5]
- Vorgeschichtliche Wasserbauer: Fachleute der späten Bronzezeit in der mündlichen Überlieferung, in: Schriftenreihe der Frontinus-Gesellschaft, Heft 29, 2014, S. 141–162.
- Im Joch der Nomenklatura / Vierzig Jahre Indoktrination (1) In: Banater Post, 10. Juli 2013.
- Zwischen den Zeilen gelesen, hinter vorgehaltener Hand erzählt / Vierzig Jahre Indoktrina-tion (2), In: Banater Post, 5. August 2013.
- Lasse dich nicht erwischen! Das „elfte Gebot“ im real existierenden Sozialismus / Vierzig Jahre Indoktrination (3), In: Banater Post, 20. August 2013.
- Hinter den Kulissen des Krieges. Rumänien und Ungarn im Fadenkreuz der Großmächte, Vortrag, 49. Kulturtagung der Landsmannschaft der Banater Schwaben, November 2013. In: „Die Banater Schwaben und der Erste Weltkrieg. Kriegsgeschehen und Auswirkungen auf das Banat“, Herausgeber Walter Engel und Walter Tonţa, Stuttgart 2014.
- Die überregionale Zusammenarbeit der deutschen Intellektuellen mit dem Schwerpunkt Schule im kommunistisch regierten Rumänien. Vortrag, Arbeitskreis für Siebenbürgische Landeskunde, 9. Mai 2015 in München. In: "Monatsschrift des Kultur- und Erwachsenenbildungsvereins „Deutsche Vortragsreihe Reschitza“, Nr. 7, 2015, S. 95–107.
- Als der Festsaal zu klein war. Ein Mosaik des rumäniendeutschen Kulturlebens nach dem Zweiten Weltkrieg (mit Banater Schlagseite). In: „Monatsschrift des Kultur- und Erwachsenenbildungsvereins ‚Deutsche Vortragsreihe Reschitza‘“, Nr. 4, 2014, S. 72–99.[6]
- Schulen mit deutscher Unterrichtssprache und die Möglichkeit des Studiums für die Banater Schwaben Rumäniens. In: "Donauschwäbische Geschichte". Bd. 4, München, 2015. S. 254–271.[7]
- Die rumänische Mädchen-Spinnstube und ihre Parallelen im Zaubermärchen. In: memoria ethnologica, Baia Mare, Rumänien, Nr. 56–57, Juli–Dezember 2015, S. 22–35.
- Hervorragende Leistungen Banater deutscher Lehrkräfte aus der Perspektive des "Neuen Wegs". In: Landsmannschaft der Banater Schwaben: Beiträge der 54. Kulturtagung in Sindelfingen (November 2018). Stuttgart 2019.  Herausgegeben von Halrun Reinholz. S. 49–60.
- In der Diktatur. Dreißig Jahre seit der politischen Wende 1989. Erinnerungen an kalorienarme Zeiten. In: "Banater Post". 5. Mai 2020 – 20. August 2020.
- Ein archaischer Ritus im Hintergrund der Sage vom Rattenfänger. Erkenntnisse aus Märchen und Bräuchen. In: Museum Hameln: Hamelner Jahrbuch 2020. S. 143–152.